# Mycosphaerella vietnamensis
Mycosphaerella vietnamensis är en svampart som beskrevs av Barber & T.I. Burgess 2007. Mycosphaerella vietnamensis ingår i släktet Mycosphaerella och familjen Mycosphaerellaceae.   Inga underarter finns listade i Catalogue of Life.